# Хасан Хабиби
Хасан Хабиби (на персийски: حسن حبیبی) е ирански политик, адвокат и учител, ръководител на Академията за персийски език и литература от 11 октомври 2004 г. до смъртта си през 2013 г. Първи вицепрезидент на Иран.

## Биография

### Ранен живот
Роден е на 29 януари 1937 г. в Техеран. Учи социология във Франция. Притежава докторска степен по право и социология. Като студент посещава аятолах Рухолах Хомейни, когато последният е в изгнание.

### Кариера
На Хабиби му е възложено от аятолах Хомейни да изготви проект на бъдещата конституция на Иран, когато аятолаха е в изгнание в Париж. Неговата версия е подложена на критика и е съществено променена. Окончателният текст на конституцията е одобрен на изборите през ноември 1979 г.
След революцията в Иран Хабиби е обявен за публичен говорител на революционния съвет. Той е сред главните архитекти на първоначалния проект на конституция на Ислямска република Иран. Проектът се подлага на обсъждане пред избраните експерти и претърпява значителни промени. Една от промените е въвеждането на новата позиция на „лидер на Ислямската република“. Основана на концепцията на Хомейни, тя дава почти неограничена власт на духовенството. Променената версия е одобрена на референдум през 1979 г. На президентските избори през 1980 г. Хабиби участва в надпреварата, но получава само десет процента от гласовете срещу Аболхасан Банисадр, който взима седемдесет процента. Хабиби е подкрепян от Мохамед Бехещи в изборния процес. През същата година той печели депутатско място като представител на Ислямската републиканска партия.
Служи като министър на правосъдието при кабинета на Мусави. Хасан Хабиби е първи вицепрезидент на Иран в периода 1989 – 2001 г., осем години по времето на президента Али Акбар Хашеми Рафсанджани и четири години при президента Мохамад Хатами. Заменен е от Мохамед Реза Ареф при втория мандат на Хатами. Също така е ръководител на Академията за персийски език и литература и член на Съвета за целесъобразност.

### Смърт
Хасан Хабиби умира на 31 януари 2013 г., само 2 дни след 76-ия си рожден ден. Погребан е в мавзолея на Имам Хомейни в Техеран на 1 февруари. На погребението присъстват редица видни ирански политици, включително президента Махмуд Ахмадинежад.

### Книги
Автор е на няколко книги, включително „Бог“ (1981), „Общество, култура, политика“ (1984), „Ислямът и кризата на нашето време“ (1984), „В огледалото на правата: Поглед на международните права, относителни права и социология“ (1988), „Общи международни права“ (2 т.) (2003).